# Franz Gíslason
Franz Gíslason (* 19. November 1935 in Reykjavík, Island; † 26. April 2006 ebenda) war ein Übersetzer und Herausgeber von isländischer Literatur in Deutschland bzw. deutscher Literatur in Island.

## Leben
Franz Gíslason wuchs in Island auf und ging dort aufs Gymnasium, später absolvierte er ein Studium der Geschichte in Leipzig und pädagogische Studien in Reykjavík.
Er heiratete zweimal und hatte einen Sohn in erster Ehe sowie zwei Söhne in zweiter Ehe, beide Ehen wurden geschieden.
In Island arbeitete er in vielfältiger Weise als Lehrer, Reiseführer, Übersetzer und Herausgeber. Auch in Deutschland war er als Übersetzer und Herausgeber tätig, vor allem in der Reihe die horen (zusammen mit Wolfgang Schiffer).

## Herausgeberschaft
- Sögur frá Þýskalandi, Reykjavík 1994 (herausgegeben zusammen mit Wolfgang Schiffer)
- Wortlaut Island, Bremerhaven 2000

## Übersetzungen ins Deutsche
- Baldur Óskarsson: Tímaland, Münster 2000
- Gestrandet unter Island, Bremerhaven 2002
- Kirche, Kaufmann, Kabeljau, Bremen 2000
- Leifur Muller: Wohnt hier ein Isländer?, Bremerhaven 1997 (übersetzt zusammen mit Wolfgang Schiffer)
- Snorri Hjartarson: Brunnin flygur alft, Münster 1997 (übersetzt zusammen mit Wolfgang Schiffer)
- Stefán Hörður Grímson: Geahnter Flügelschlag, Münster 1992

## Übersetzungen ins Isländische
- Heinrich Böll: Trúðurinn, Reykjavík 2000
- Jón Helgi: Um gildi hlutanna, München 2003
- Herta Müller: Ennislokkur einvaldsins, Seltjarnarnesi 1995